# Wictor Petersson
Otto Wictor Johan Petersson (Häglinge, 1 de mayo de 1998) es un deportista sueco que compite en atletismo. Ganó una medalla de plata en el Campeonato Europeo de Atletismo en Pista Cubierta de 2025, en la prueba de lanzamiento de peso.

## Palmarés internacional
| Campeonato Europeo en Pista Cubierta | Campeonato Europeo en Pista Cubierta | Campeonato Europeo en Pista Cubierta | Campeonato Europeo en Pista Cubierta |
| Año                                  | Lugar                                | Medalla                              | Prueba                               |
| ------------------------------------ | ------------------------------------ | ------------------------------------ | ------------------------------------ |
| 2025                                 | Apeldoorn (Países Bajos)             | Medalla de plata                     | Peso                                 |